# Johann von Isenberg

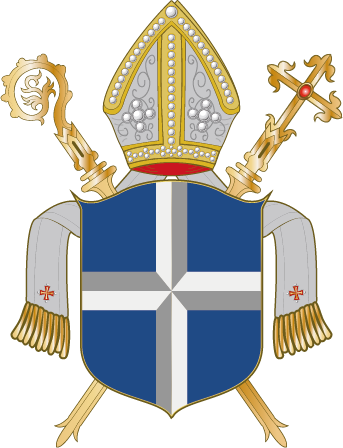
Wappen des Bistums Speyer

Johann von Isenberg (* im 15. Jahrhundert; † 2. September 1484) war Franziskaner-Minderbruder, Titularbischof von Thermopylae/Mundinitza und Weihbischof in Speyer.

## Leben und Wirken
Er stammte aus Eisenberg in der Pfalz, gehörte vermutlich dem Konvent von Kaiserslautern an und amtierte als Kustos der Rheinkustodie in der oberdeutschen Franziskanerprovinz.
Am 2. Januar 1466 bestellte Bischof Matthias von Rammung den Ordensmann zum Weihbischof von Speyer, worauf er am 12. April 1467, in der deutschen Nationalkirche Santa Maria dell’Anima zu Rom, die Bischofsweihe erhielt. Hauptkonsekrator war Bischof Nicolas Palmeri von Civita Castellana.
Am Ostermontag 1475 weihte Bischof Johann die neue Stiftskirche St. Moritz des Speyerer Germanstiftes und er war 1478 Mitkonsekrator des Speyerer Bischofs Ludwig von Helmstatt. Ihm zu Ehren wurde das Provinzialkapitel seines Ordens, in seinem Beisein, 1479 in Kaiserslautern abgehalten. 1480 nahm er an dem Ordenskapitel in Villingen als päpstlicher Kommissar teil.
Johann von Isenberg ist unter dem 2. September, mit seinem Todestag und einem Jahrgedächtnis, im jüngeren Seelbuch des Speyerer Domes eingetragen.